# Haploniscus tridens
Haploniscus tridens är en kräftdjursart som beskrevs av Menzies1962. Haploniscus tridens ingår i släktet Haploniscus och familjen Haploniscidae. Inga underarter finns listade i Catalogue of Life.